# Kathrine Windfeld (Musikerin)

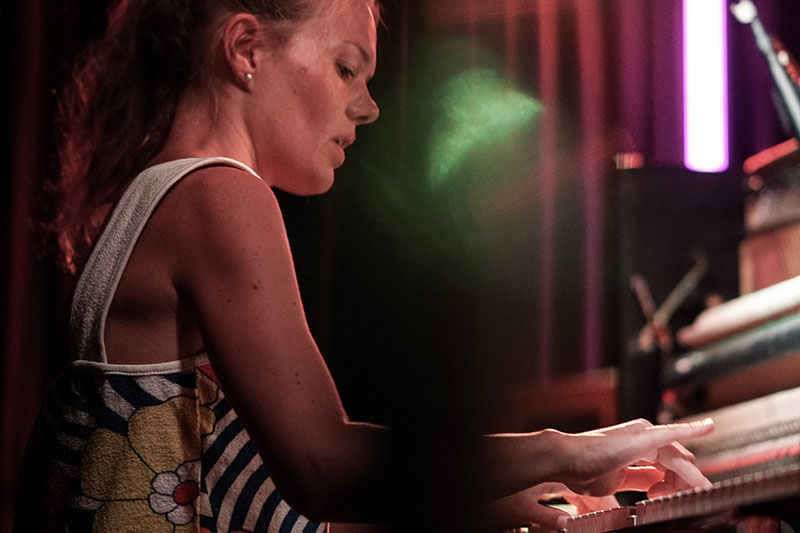
Kathrin Windfeld (2018)

Kathrine Windfeld (* 19. April 1984 in Svendborg) ist eine dänische Jazzmusikerin (Piano, Komposition), die mit ihr eigenen Bigband vier Alben veröffentlichte.

## Leben und Wirken
Windfelds Kreativität wurde als Kind durch Geschichtenerzählen und als Jugendliche durch Malen, Theater, Singen sowie Klavierspielen gefördert. Während eines fünfmonatigen Aufenthaltes in einem Musikkurs am Rytmisk Musikkonservatorium 2003 wurde das Klavier ihr wichtigstes Ausdrucksmittel, und sie begann, erste Stücke zu komponieren.
Windfeld studierte am Department of Musicology in Kopenhagen, wo sie einen Master in Chor- und Ensembleleitung absolvierte. Währenddessen gehörte sie zum experimentellen Quintett „Gespenst“, das ihr Gespür für das Schreiben und das Navigieren in komplexen rhythmischen Landschaften stark entwickelte. Über diese Band kam sie zum Jazz und zur Improvisation. Nach einer zweijährigen Jazzpiano-Ausbildung an der schwedischen Jazzschule „Fridhems Folkhögskola“ machte sie in Malmö an der Musikakademie einen Bachelor als Jazzmusikerin.
2011 gründete Windfeld ihr eigenes Sextett, das immer noch häufig in Dänemark und Schweden auftritt. Ende 2012 folgte ihr Quartett und die erste Ausgabe ihrer Kathrine Windfeld Big Band, die in professionellerer, 15-köpfiger Besetzung regelmäßig auftrat (auch mit Gästen wie Mike Stern) und zwei Alben mit eigenen Kompositionen und Arrangements veröffentlichte: Das erste Album Aircraft fand vor allem im skandinavischen Raum Beachtung und erhielt einen dänischen Grammy, während das Album Latency (Stunt Records 2017) vor allem in Großbritannien und Deutschland gewürdigt wurde. 2018 erschien als drittes Album von Windfelds Bigband Black Swan mit Kompositionen und Arrangements von Thomas Agergaard. Im September 2018 ging Windfeld mit ihrer Bigband auf Tournee in Großbritannien. Im Dezember 2018 leitete sie für zwei Konzerte die hr-Bigband. Ein Projekt mit der finnischen Espoo Big Band folgte im April 2019; im September 2020 war sie mit der schwedischen Bohuslän Big Band auf Tournee (resultierendes Album Determination 2021). Mit ihrer eigenen Bigband erschien im Folgemonat das Album Orca mit eigenen Kompositionen bei Stunt Records. 2020 war sie zudem im dänischen Fernsehen bei Jazzfestival på DR2 und Tak for Musikken zu erleben.
Windfeld wurde 2022 mit dem Ben Webster Prize ausgezeichnet.